# Anivský záliv
Anivský záliv (rusky: Залив Анива, japonsky: 亜 庭 湾) je záliv Ochotského moře při jižním konci ostrova Sachalin. Záliv odděluje poloostrov Krilon a Toninsko-anivský poloostrov.
Směrem na jih je Anivský záliv široce rozevřený do La Pérousova průlivu. Šířka je 104 km, délka 90 km, maximální hloubka 93 m. V zúžené severní části (nazývané Lososí záliv) je mnoho ryb (lososi, sledi, tresky a kambaly) a krabů.
Na pobřeží Anivského zálivu leží města Aniva a Korsakov.

## Původ jména
Původ názvu zálivu je spojen s ainuskými slovy „an“ a „iva“. První se obvykle překládá jako „existující“ a druhé jako „pohoří, skála“. Aniva lze tedy přeložit jako „mít pohoří“ nebo jako „nachází se mezi horami“.

Během japonského období (1905-1946) byl Anivský záliv pojmenovaný Chitose, po křižníku Chitose, jednom ze dvou křižníků třídy Kasagi, které bojovaly v rusko-japonské válce.

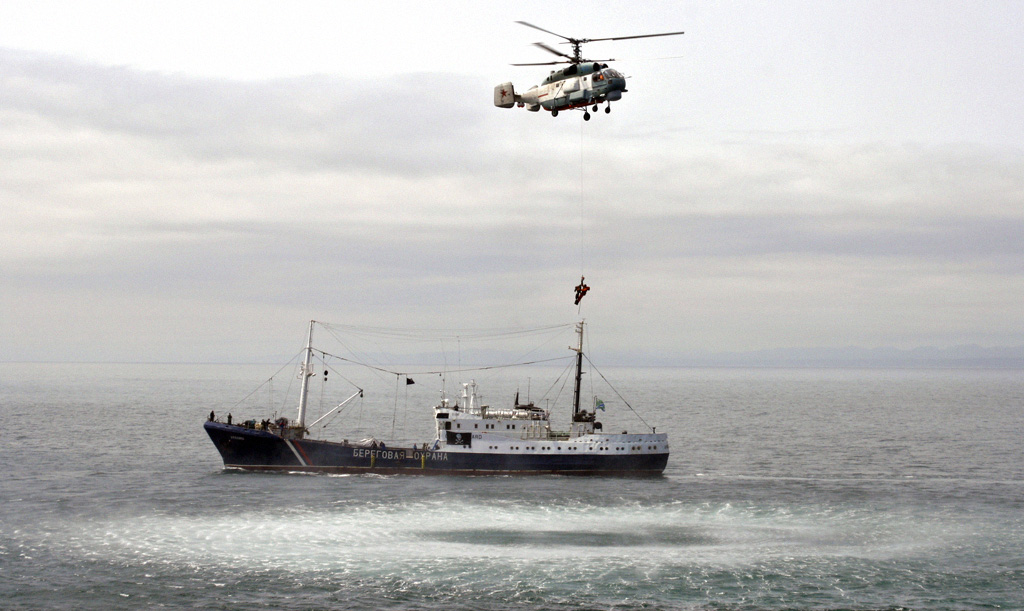
Hlídkové plavidlo pobřežní stráže a letadlo pohraniční stráže ruské Federální bezpečnostní služby se zúčastnily rusko-japonského cvičení v zátoce Aniva, aby si procvičily zastavení trestné činnosti na moři, na lodích a při záchranných operacích lidí.